# Сент-Аннемон
Сент-Аннемо́н (фр. Saint-Ennemond) — коммуна во Франции, находится в регионе Овернь. Департамент коммуны — Алье. Входит в состав кантона Изёр. Округ коммуны — Мулен.
Код INSEE коммуны — 03229.

## Население
Население коммуны на 2008 год составляло 655 человек.
| 1962 | 1968 | 1975 | 1982 | 1990 | 1999 | 2008 |
| ---- | ---- | ---- | ---- | ---- | ---- | ---- |
| 827  | 827  | 658  | 671  | 649  | 617  | 655  |

## Экономика

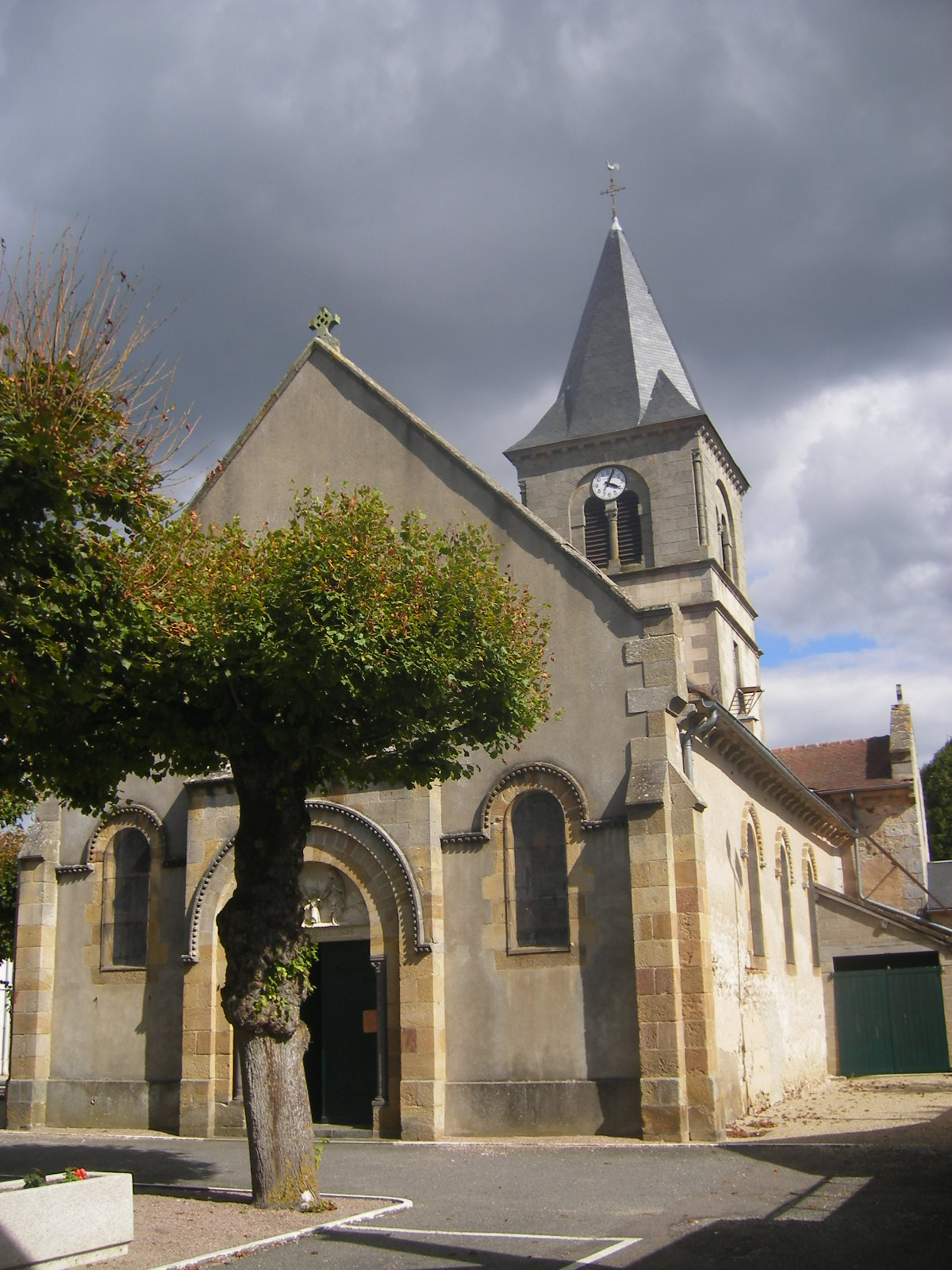
Церковь

В 2007 году среди 430 человек в трудоспособном возрасте (15—64 лет) 317 были экономически активными, 113 — неактивными (показатель активности — 73,7 %, в 1999 году было 71,3 %). Из 317 активных работали 297 человек (162 мужчины и 135 женщин), безработных было 20 (8 мужчин и 12 женщин). Среди 113 неактивных 42 человека были учениками или студентами, 40 — пенсионерами, 31 были неактивными по другим причинам.